# Radebeul
Radebeul è una città di 34 096 abitanti della Sassonia, in Germania. Appartiene al circondario di Meißen.
Radebeul si fregia del titolo di "Grande città circondariale" (Große Kreisstadt).

## Amministrazione

### Gemellaggi
Radebeul è gemellata con:
- Sankt Ingbert, dal 1988
- Obuchiv, dal 1998
- Sierra Vista, dal 1998
- Cananea, dal 1998